# Імперія Гаїті (1849—1859)
Друга імперія Гаїті (фр. Empire d’Haïti) — монархічна держава, що існувала на території західної частини острова Гаїті з 1849 до 1859 року. До складу імперії входила території сучасної республіки Гаїті, а також — із 1858 року — безлюдний острів Навасса, який де-факто контролювали США.

## Передісторія
У 1840-х роках гаїтянська держава почала поступово приходити до критичного стану. 1844 року про свій вихід зі складу Гаїті оголосила східна частина острова, яка проголосила самостійну Домініканську Республіку та здобула перемогу в нетривалій війні за незалежність.
З 1844 до 1849 року в Гаїті помінялось п'ять урядів і п'ять президентів.
28 лютого 1847 року, коли помер президент Жан-Баптист Ріше, мулатські урядові кола передали його пост 65-річному генералу Фостену-Елі Сулуку, який вже 2 березня склав президентську присягу. Через невігластво та політичну недалекоглядність Сулука вони розраховували, що зможуть маніпулювати новим президентом. Первинно їм це вдавалось: за наполяганням мулатів Сулук залишив попередній склад кабінету міністрів і не відступив від політичної програми свого попередника. Однак уже за кілька місяців глава держави самостійно провів радикальні реформи в республіці: мулатська урядова верхівка була ліквідована, а Сулук став одноосібним правителем и — фактично — військовим диктатором Гаїті.
Для зміцнення своєї влади президент підтримав створення загонів «зінглінів». Раніше вони були напівбандитськими формуваннями, але відтоді набули рангу міліції. До серпня 1849 року, остаточно домігшись підтримки з боку Сенату й Палати депутатів, Сулук надав формальну згоду на проголошення себе імператором Гаїті Фостеном (Фаустином) I, а самої держави — імперією. Офіційно це відбулось 26 серпня 1849 року.

## Коронація

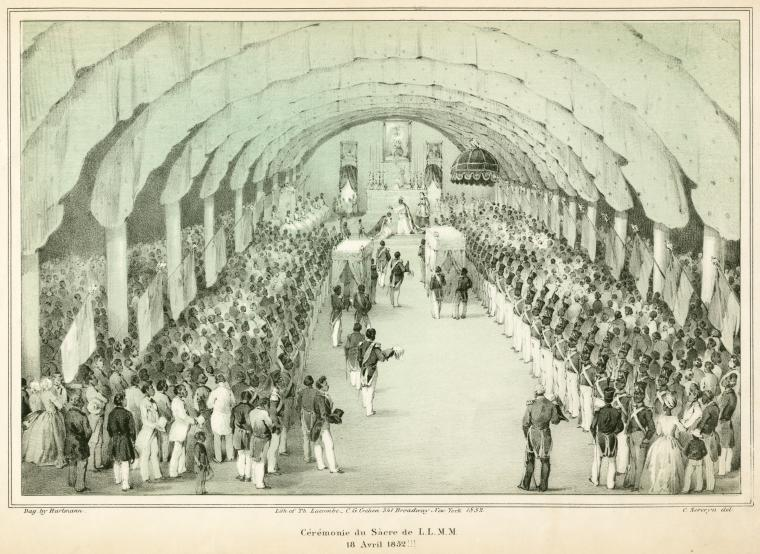
Зображення церемонії коронації Фостена I. На картині змальовано момент одягання Фостеном корони на голову імператриці Аделіни

18 квітня 1852 року в Порт-о-Пренсі відбулась пишна урочиста церемонія коронації імператора й імператриці Гаїті. Як остання виступила Аделіна Левек. На момент проголошення імперії вона ще не була законною дружиною Сулука — їхнє весілля відбулось у грудні 1849 року. Прообразом церемонії стала коронація Наполеона Бонапарта й Жозефіни Богарне: подібно до французького імператора, Сулук самостійно поклав корону спочатку на себе, а потім — на дружину. Наприкінці церемонії Фостен I виголосив коронаційну промову, яку закінчив словами: «Хай живе свобода!».
Корона Фостена I, яка нині[коли?] вважається однією з найдорожчих у світі, була виготовлена з чистого золота й прикрашена смарагдами, гранатами, діамантами й іншим коштовним камінням. Цікаво, що перша імператорська корона, покладена на голову Сулука в день проголошення імперії, була зроблена з картону і вкрита сусальним золотом через нестачу коштів на виготовлення справжньої корони.

## Внутрішня політика

### Національна політика
За часів свого правління Фостен I намагався створити централізований уряд у складі корінних гаїтян (креолів та негрів), сформований за європейським зразком. Біле населення, як і за часів правління Жана-Жака Дессаліна, зазнавало нещадних утисків.

### Стіорення гвардії
Опорою імператорської влади, як думав Фостен I, мала стати національна гвардія. На її потреби імператор не шкодував видатків: ківери для гвардійців, заплановані за зразком англійських та французьких ведмежих шапок, було доручено виготовити відомій марсельській фірмі, а хутро, призначене для оздоблення гвардійської одежі, закупалось у Росії. За умов спекотного гаїтянського клімату такі деталі обмундирування виглядали вкрай безглуздо і смішно.

## Зовнішня політика
У зовнішній політиці імператор намагався зосередитись на попередженні іноземного вторгнення на територію Гаїті та відстоюванні національного суверенітету держави. В межах останнього він здійснив чотири невдалі спроби (1849, 1850, 1855, 1856) завоювання сусідньої Домініканської Республіки, яка вийшла зі складу Гаїті 1844 року. Після першого ж безуспішного нападу на сусідню державу, яке завершилось поразкою, імператор оголосив про перемогу Гаїті, наказавши звести низку пам'ятників на її честь.
1857 року США офіційно заявили про свої права на територію безлюдного острова Навасса в Ямайській протоці й анексували її відповідно до положень Закону про Гуано, відповідно до яких громадяни США мали право заволодіти островами із запасами гуано, розташованими будь-де поза юрисдикцією інших держав і таких, що не мають законних власників чи місцевого населення. Острів Навасса підходив під зазначені параметри. У відповідь на це 1858 року імперія Гаїті оголосила острів своєю територією, вступивши до конфронтації зі США. Влада США вирішила викупити острів, щоб нівелювати конфлікт, на що Фостен I охоче погодився.

## Падіння імперії
Недалекоглядна політика Фостена I спричинила обурення серед гаїтян, в результаті чого він був змушений зректись престолу 15 січня 1859 року й залишити країну. Монархію було ліквідовано, і новим президентом Гаїті став Фабр Жефрар.